# Корнилково (Владимирская область)
Корнилково — деревня в Собинском районе Владимирской области России, входит в состав Рождественского сельского поселения.

## География
Деревня расположена на берегу реки Еза в 10 км на северо-запад от центра поселения села Рождествено и в 38 км на север от райцентра города Собинка.

## История
В конце XIX — начале XX века деревня входила в состав Стопинской волости Владимирского уезда, с 1924 года — в составе Черкутинской волости. В 1859 году в деревне числилось 23 двора, в 1905 году — 45 дворов, в 1926 году — 52 хозяйств.
С 1929 года деревня входила в состав Корнеевского сельсовета Ставровского района, с 1932 года — в составе Спасского сельсовета Небыловского района, с 1954 года — в составе Калитеевского сельсовета, с 1963 года — в составе Собинского района, с 1976 года — в составе Фетининского сельсовета, с 2005 года — в составе Рождественского сельского поселения.

## Население
| 1859 | 1905 | 1926 | 2002 | 2010 | 2021 |
| ---- | ---- | ---- | ---- | ---- | ---- |
| 180  | ↗269 | ↘226 | ↘4   | ↘0   | ↗6   |